# Самбук (судно)

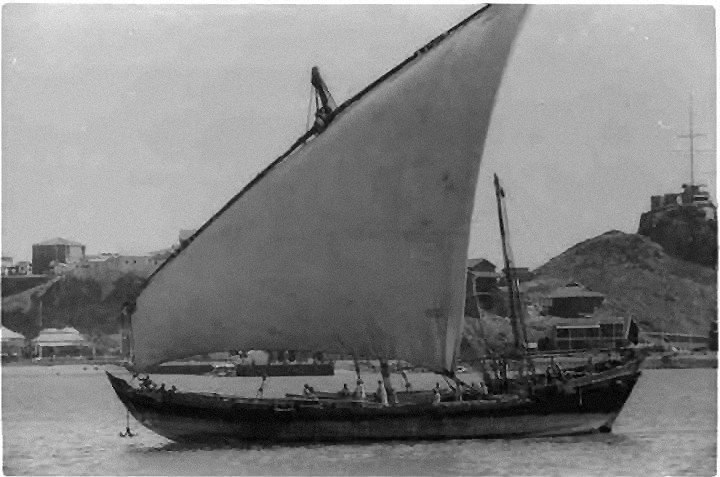
Санбук в Адене, 1936 год

Самбук  — тип торгового парусного судна, использовавшегося арабскими моряками для торговли между берегами Красного моря и африканским побережьем до Занзибара, а также между арабскими гаванями и Индией.
Водоизмещение самбуков составляло от 30 до 200 тонн. Наиболее крупные из самбуков имели сплошную палубу; меньшие были открытыми и имели палубу только под ютом. Самбуки крупных и средних размеров были двухмачтовыми, малые самбуки второй мачты не имели. Такелаж самбуки был схож с такелажем багалы, за исключением небольших отличий. В зависимости от погоды на грот-мачте устанавливался грот трёх размеров. Судно обыкновенно богато украшалось геометрическими узорами.